# Rinkgletsjer
De Rinkgletsjer (Deens: Rink Isbrae) (Groenlands: Kangilliup Sermia)  is een grote gletsjer aan de westkust van Groenland. In 1996 was de gletsjer ongeveer 30 182 vierkante kilometer in omvang en voerde hij per jaar 12,1 kubieke meter ijs af naar de zee. In 2007 bepaalde Anker Weidick en Ole Bennike dat de gletsjer de op een of twee na grootste producent van ijsbergen in Groenland is. Uit een onderzoek uit 1933 bleek dat de gletsjer toentertijd de snelste en hoogste gletsjer ter wereld was. 
De Rinkgletsjer is vernoemd naar de Deens geoloog en Groenlands onderzoeker Hinrich Johannes Rink.